# Károly
Károly [ˈkaːroj] oder Karoly ist ein ungarischer männlicher Vorname, der dem Vornamen Karl entspricht, sowie ein Familienname.

## Namensträger

### Familienname
- György Károly (* 1953), ungarischer Schriftsteller
- Jenő Károly (1886–1926), ungarischer Fußballspieler und -trainer
- Jil Karoly (* 1958), deutsche Autorin
- Ladislaus Károlyi (1824–1852), ungarischer Marineoffizier
- Lilly Karoly (1885–1971), österreichische Schauspielerin
- Pavel Károly (* 1951), slowakischer Graveur und Medailleur

### Vorname
- Károly Aggházy (1855–1918), ungarischer Klaviervirtuose und Komponist
- Károly Balzsay (* 1979), ungarischer Boxer
- Károly Ecser (1931–2005), ungarischer Gewichtheber
- Károly Fogl (1895–1969), ungarischer Fußballspieler und Fußballtrainer
- Károly Grósz (1930–1996), ungarischer Politiker der kommunistischen Partei
- Károly Gundel (1883–1956), ungarischer Koch
- Károly Güttler (* 1968), ehemaliger ungarischer Schwimmer
- Károly Honfi (1930–1996), ungarischer Schachspieler
- Károly Hornig (1840–1917), ungarischer Erzbischof von Veszprém
- Károly Huszár (1882–1941), ungarischer Präsident von 1919 bis 1920
- Károly Kárpáti (1906–1996), ungarischer Ringer und Trainer
- Károly Kerényi (1897–1973), ungarischer Philologe und Religionswissenschaftler
- Károly Kerkapoly (1824–1891), ungarischer Politiker, Historiker und Philosoph
- Károly Khuen-Héderváry (1849–1918), ungarischer Politiker und zweifacher Premierminister Ungarns
- Károly Kisfaludy (1788–1830), ungarischer Dramatiker
- Károly Klimó (* 1936), ungarischer Maler und Graphiker
- Károly Kós (1883–1977), ungarischer Architekt, Schriftsteller, Illustrator und Politiker
- Károly Makk (1925–2017), ungarischer Regisseur und Drehbuchautor
- Károly Németh (Politiker) (1922–2008), ungarischer Politiker, Präsident Ungarns von 1987 bis 1988
- Károly Palotai (1935–2018), ungarischer Fußballspieler und Schiedsrichter
- Károly Róbert, bekannt als Karl I. (1288–1342), von 1308 bis zu seinem Tod König von Ungarn
- Károly Simonyi (* 1948), US-amerikanischer Programmierer und Softwareentwickler
- Károly Sós (1909–1991), ungarischer Fußballspieler und -trainer
- Károly Szabó (1916–1964), Mitarbeiter Raoul Wallenbergs
- Károly Takács (1910–1976), ungarischer Sportschütze und zweifacher Olympiagewinner
- Karoly Vidor (1899–1959), US-amerikanischer Regisseur ungarischer Abstammung
- Károly Vitus, ungarischer Tennisspieler
- Károly Zipernowsky (1853–1942), ungarischer Elektrotechniker und einer der Entwickler des Transformators